# وین رویکرافت
وین رویکرافت (انگلیسی: Wayne Roycroft؛ زادهٔ ۲۱ مهٔ ۱۹۴۶) ورزشکار مسابقه اسب‌دوانی اهل استرالیا است.
وی در مسابقات کشوری و بین‌المللی در مجموع برندهٔ ۳ مدال برنز شده‌است.